# Pseudohemiceras
Pseudohemiceras là một chi bướm đêm thuộc họ Erebidae.